# Digimon D-Cyber
D-Cyber / Digimon D-Cyber (數碼暴龍) est un manhua chinois dérivé de la franchise médiatique Digimon, initialement commercialisé par Rightman Publishing Ltd. à Hong Kong, Chine le 17 février 2005. Le manhua est basé sur les aventures d'Hikaru Ryuuji, de Masuken Kana, de Teru Raku et d'une jeune fille nommée Kiyoshi. Il intronise le concept des digimon X, mais leur origine diffère de celle représentée dans Digimon Chronicle.
Le manhua, créé par Yuen Wong Yu, compte 2 volumes, 14 chapitres et 298 pages. Chaque chapitre a été diffusé dans le magazine CO-CO! magazine.

## Synopsis
Dix ans auparavant, un grand et puissant digimon fut vaincu et emprisonné par les Chevaliers Royaux. Des années plus tard, un virus affecte le digimonde et laisse vivre les digimon en possession de l'anticorps X. Les seuls membres restants des Chevaliers Royaux sont Omega de la Puissance (Omnimon X), Duke du Courage (MedievalGallantmon/Gallantmon X) et Magna des Miracles (Magnamon X).
Au début de la série, le « Dieu de la mort » MetalPhantomon amène Hikaru, Kiyoshi, Masuken et Teru dans le digimonde. Originellement, Hikaru est laissé seul avec son partenaire digimon (qui apparaît pour la première fois sous la forme d'un Dorimon), et doit combattre ses amis Teru et Masuken, qui sont sous l'emprise de MetalPhantomon.